# Horace Welcome Babcock
Horace Welcome Babcock (* 13. September 1912 in Pasadena, Kalifornien; † 29. August 2003 in Santa Barbara, Kalifornien) war ein US-amerikanischer Astronom.

## Leben und Werk
Geboren in Kalifornien studierte er am California Institute of Technology (CalTech) und an der University of California, Berkeley. Anlässlich seiner Doktorarbeit gelang es ihm, die Rotationskurve der Andromeda-Galaxie (M31) zu bestimmen.
Danach war er zunächst beim Yerkes-Observatorium tätig. Während des Zweiten Weltkrieges arbeitete er am Massachusetts Institute of Technology (MIT) und am CalTech. 1946 begann seine langjährige Tätigkeit am Mt. Wilson Observatorium. Dabei arbeitete er eng mit seinem Vater, Harold D. Babcock zusammen. Beide konnten als Erste starke magnetische Felder von Sternen nachweisen.
Horace Babcock baute eine Vielzahl von astronomischen Instrumenten, von denen das bekannteste der Solar Magnetograph sein dürfte. Daneben entwickelte er wichtige Modelle für die sogenannten Sunspots und deren Magnetismus. Zu seinen weiteren Entwicklungen gehörten Arbeiten die dazu führten, dass atmosphärische Turbulenzen nicht mehr die Aufnahmen von Teleskopen auf der Erde beeinträchtigen. Die geschah im Jahre 1953 und war der Durchbruch für die sogenannten Adaptive Optik.
Von 1964 bis 1978 war er Leiter des Mt. Wilson- und Palomar-Observatoriums. Während dieser Zeit gründete er darüber hinaus das Las Camapanas Observatorium in Chile.

## Auszeichnungen
- 1954 wurde Babcock in die National Academy of Sciences gewählt.
- 1957 erhielt er die Henry Draper Medal durch die National Academy of Sciences.
- 1958 wurde ihm die Eddington-Medaille der Königlichen Astronomischen Vereinigung verliehen.
- 1959 wurde er  in die American Academy of Arts and Sciences gewählt.
- 1966 wurde er gewähltes Mitglied der American Philosophical Society.
- 1969 wurde er mit der Bruce Medal ausgezeichnet.
- 1970 erhielt er die Goldmedaille der Royal Astronomical Society.
- 1992 erhielt er den George-Ellery-Hale-Preis der Sonnenphysik-Division der Amerikanischen Astronomischen Vereinigung.

1989 wurde der Asteroid (3167) Babcock nach ihm und seinem Vater benannt. Der Mondkrater gleichen Namens wurde aber nur auf seinen Vater eingetragen.